# Meeksi
Meeksi (deutsch: Meeks) ist eine ehemalige Landgemeinde in Estland mit einer Fläche von 143,5 km². Sie hatte 648 Einwohner (2012). Seit 2017 ist Meeksi Teil der Landgemeinde Räpina und wechselte mit der Gemeindereform vom Kreis Tartu in den Kreis Põlva. 
Meeksi liegt 55 km von Tartu entfernt. Ein Großteil des ehemaligen Gemeindegebiets wird von Wäldern und Mooren bedeckt. Neben dem Ort Meeksi gehörten zur Landgemeinde die Dörfer Aravu, Haavametsa, Jõepera, Järvselja, Meerapalu, Mehikoorma, Parapalu, Rõka und Sikakurmu.
Landschaftlich sehenswert ist der Küstenstreifen am Peipus-See. Das Dorf Mehikoorma (deutsch: Mehikorm) ist eine der ältesten Siedlungen am Peipus-See. Es wurde im Zusammenhang mit der Schlacht auf dem zugefrorenen Peipus-See 1242 erstmals erwähnt.

## Einzelnachweise

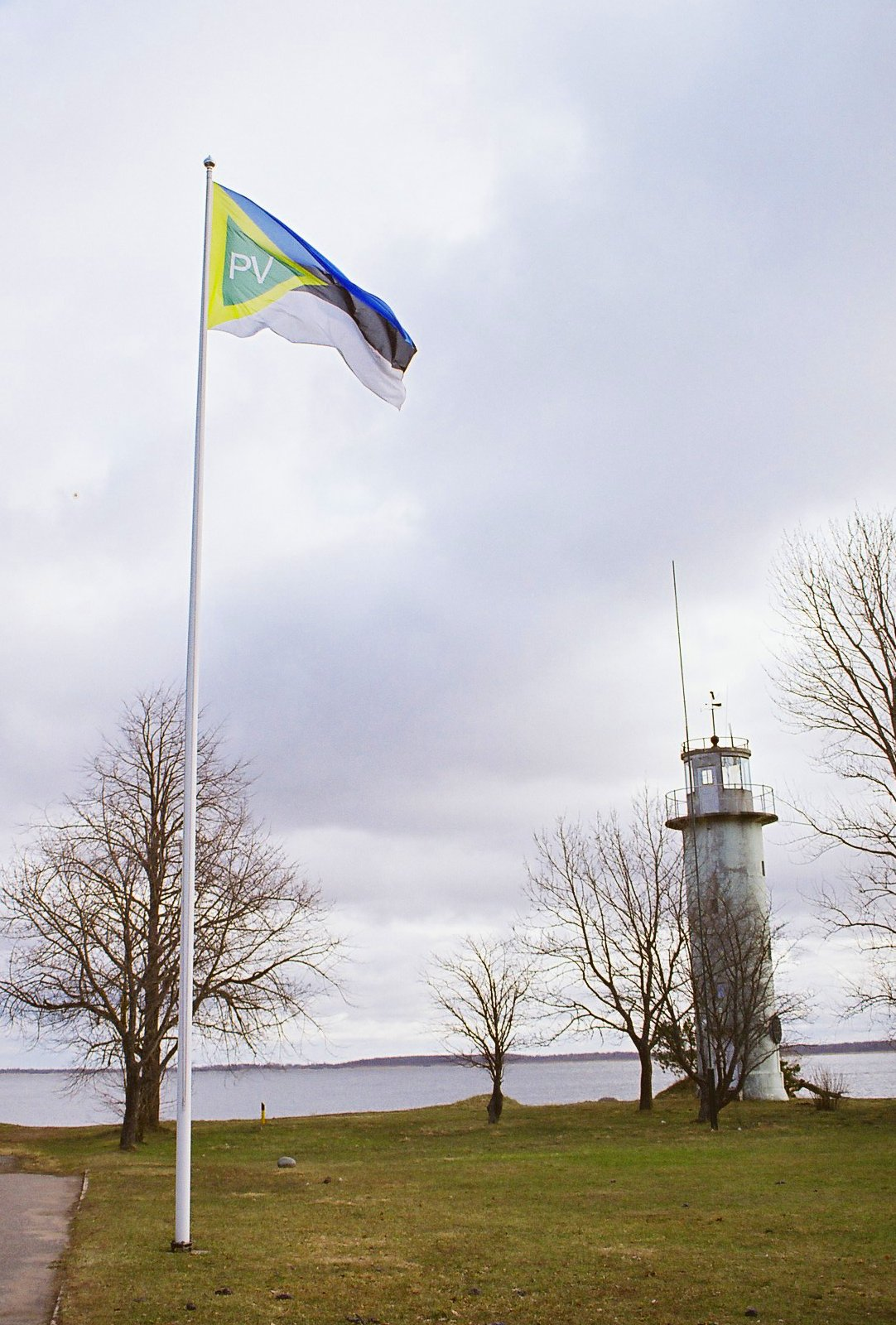
Signalturm in Mehikoorma am Peipus-See mit der Flagge des estnischen Grenzschutzes